# Cybalomia simplex
Cybalomia simplex is een vlinder uit de familie grasmotten (Crambidae). De wetenschappelijke naam van deze soort is voor het eerst gepubliceerd in 1905 door William Warren en Walter Rothschild.
De soort komt voor in Soedan.